# International Harvester 1566
Le International Harvester 1566 ou Farmall 1566 est un tracteur agricole construit aux États-Unis par la firme International Harvester de 1974 à 1976.
Ce tracteur de 170 ch DIN n'est produit qu'à 7 417 exemplaires, principalement vendus sur le marché américain.

## Historique

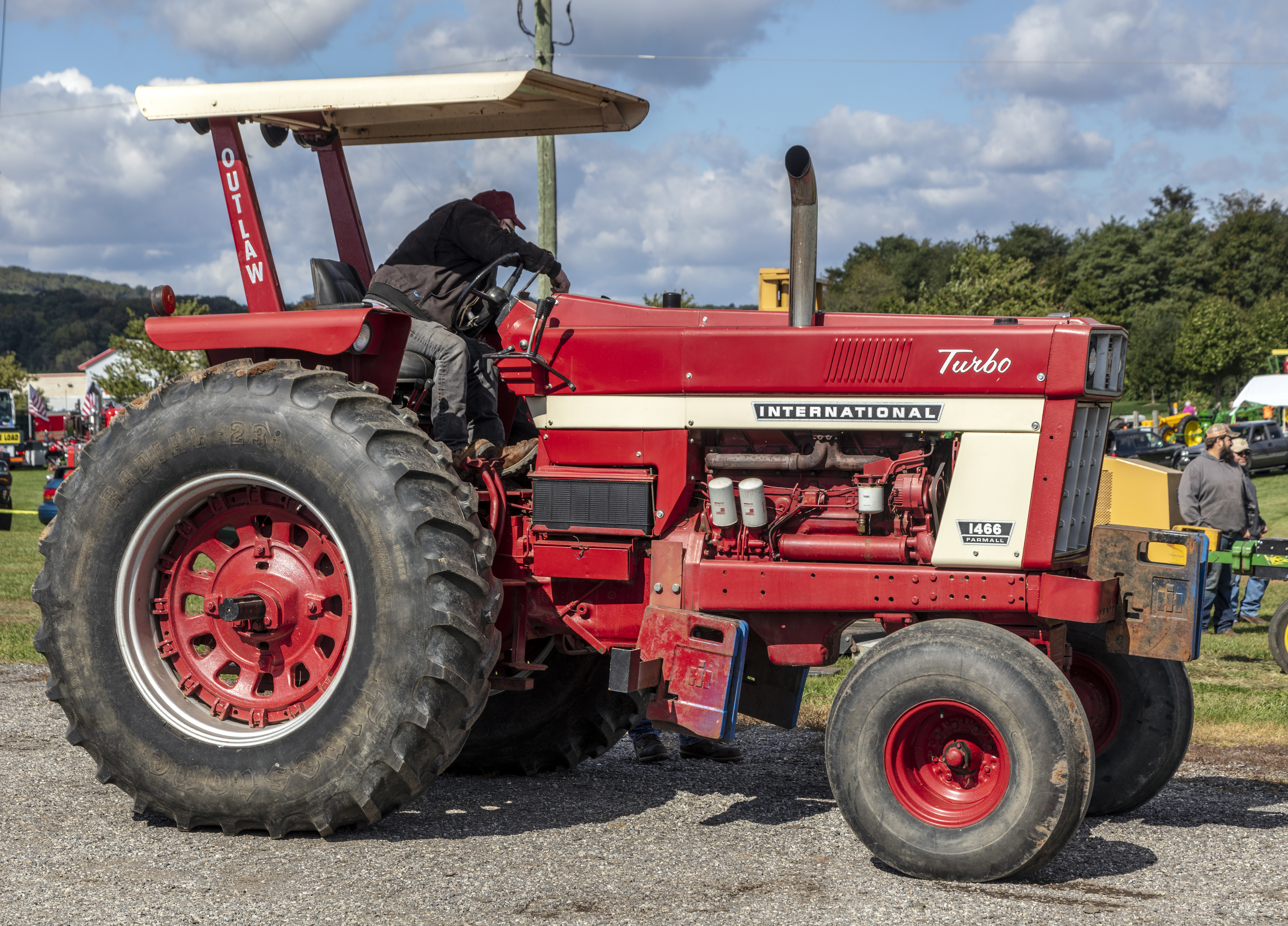
IH 1466, base mécanique du 1566.

Dans les années 1970, aux États-Unis, les agriculteurs demandent des tracteurs à la puissance sans cesse croissante. En 1971, International Harvester (IH) commercialise la « gamme 66 », dont le plus gros modèle est le 1466 avec une puissance de 158 ch DIN : cette gamme est d'ailleurs la dernière à arborer la marque « Farmall », mais la mention figure en petits caractères sous le numéro du type sur la carrosserie et sur certaines unités seulement,. L'année suivante, John Deere, plus sérieux concurrent d'IH sur les grosses puissances, réplique avec la « série 30 » dont le 4630 culmine à 177 ch DIN.
Pour ne pas se laisser distancer dans cette course à la puissance, IH met au point le 1566 qui est conçu sur la base mécanique du 1466 mais avec un moteur plus puissant et une transmission adaptée. Si le tracteur soutient la comparaison en termes de puissance avec le 4630 de John Deere, il demeure moins performant pour ce qui est de l'agrément de conduite mais surtout du confort de la cabine, domaine dans lequel John Deere reste à cette époque imbattable.
Ce tracteur est au catalogue d'IH entre 1974 et 1976. Sur les 7 417 exemplaires produits, très peu sont exportés vers l'Europe où ce tracteur, proposé seulement en 1974 et 1975, est très cher et ne correspond pas aux besoins des agriculteurs ; il doit en outre subir des modifications pour être  autorisé à circuler.

## Caractéristiques
Le tracteur est propulsé par un moteur Diesel de marque International Harvester, à six cylindres en ligne et turbocompresseur, d'une cylindrée totale de 7 145 cm3 et délivrant une puissance de 170 ch DIN à 2 600 tr/min.
La boîte de vitesses à commande manuelle et dépourvue de synchros comporte six rapports avant répartis sur deux gammes et deux marches arrière. Un amplificateur de couple, en option, permet de doubler le nombre des rapports. Il n'a pas été possible de conserver la boîte de vitesses des autres tracteurs de la gamme qui comportait huit rapports avant. La vitesse maximale du tracteur atteint 30 km/h.
L'option d'un tracteur à quatre roues motrices existe mais le surcoût à l'achat est important et la maniabilité de l'engin est très fortement dégradée : cette option n'a que très peu de succès auprès des agriculteurs.
Les équipements de traction se limitent à une barre d'attelage et la puissance du relevage montre vite ses limites mais, compte tenu des conditions d'utilisation normale du tracteur, ces inconvénients ne sont pas pénalisants.